# Adenomera albarena
Adenomera albarena — вид жаб родини свистунових (Leptodactylidae). Описаний у 2024 році.

## Назва
Видовий епітет albarena утворений поєднанням двох латинських слів: «alba» (білий) і «arena» (пісок). Це відсилання до білопіщаних лісів центральної Амазонії, особливого середовища, де мешкає цей вид.

## Поширення
Ендемік Бразилії. Поширений у штаті Амазонас. Типове місцезнаходження — 26-й км автомагістралі AM-352, заповідник сталого розвитку Ріо-Негро (03°05'35" пд. ш., 60° 40' 36" зх. д.; 76 м над рівнем моря), муніципалітет Ірандуба.

## Опис
Довжина тіла дорослої особини до 34,1 мм. Відрізняється від інших аденомер наступним поєднанням ознак: передплечовий горбок відсутній; кінчики пальців сплощені або злегка сплощені, з видимими розширеннями; майже суцільна смуга темного кольору на нижній стороні передпліччя.